# O Que Há de Novo no Amor?
O Que Há De Novo No Amor? é um filme-antologia de ficção português, composto por seis curtas-metragens realizadas por Mónica Santana Baptista, Hugo Martins, Tiago Nunes, Hugo Alves, Rui Alexandre Santos e Patrícia Raposo, produzido pela Rosa Filmes. O filme teve a sua apresentação internacional na competição oficial no 19º Festival De Cinema Raindance, em Londres, tendo depois estado na competição oficial da 35ª Mostra Internacional de Cinema de São Paulo.

## Sinopse
Seis amigos juntam-se todas as noites numa cave para fazer música. Mas durante o dia, para as coisas da vida, não há ensaios.
Cada tentativa deixa marcas...

### "João"
- Argumento e Realização: Tiago Nunes

João não tem coragem para se separar da namorada e o seu refúgio é a canção que está a escrever para Inês.

### "Rita"
- Argumento e Realização: Mónica Santana Baptista

Rita deixou Ricardo. Foi encontrada por Rafael, mas ainda se sente perdida...

### "Eduardo"
- Argumento e Realização: Hugo Martins

Eduardo achava que já não gostava de Maria, mas depois do que fez já não pode voltar atrás...

### "Marco"
- Argumento e Realização: Hugo Alves

Marco luta pelo amor de outro rapaz, mas não se ilude com fantasias.

### "Samuel"
- Argumento e Realização: Rui Santos

Samuel acredita no amor eterno, mas algo não está bem porque os amigos não sabem dele. 

### "Inês"
- Argumento e Realização: Patrícia Raposo

Inês, para se sentir segura, gosta de experimentar e agora anda a ver se dá com o João.

## Elenco
O elenco do filme é composto por uma nova geração de atores portugueses, muitos já com alguma notoriedade, entre eles Joana Santos, Miguel Raposo, David Cabecinha, João Cajuda, Nuno Casanovas, Inês Vaz, Ângelo Rodrigues, Raquel André, Diana Nicolau, Joana Metrass e João Pedro Silva, Sónia Balacó, entre outros.

## Banda sonora
A banda sonora do filme inclui alguns temas d'Os Golpes e Os Velhos, artistas da Amor Fúria, assim como The Walkmen. A banda sonora orignal do filme foi composta pelos Peixe:Avião, além de alguns temas compostos pelo realizador Hugo Alves. O músico Samuel Úria tem uma aparição no filme, onde toca duas canções suas Barbarella e Barba Rala e Não Arrastes o Meu Caixão.

## Lançamento
O filme estreou-se em Portugal a 9 de Fevereiro de 2012, depois de ter estado na competição oficial do 9º Festival IndieLisboa, do 19º Festival de Cinema de Raindance em Londres, da Mostra Internacional de Cinema de São Paulo, no 15º Festival Luso-brasileiro de Santa Maria da Feira e no Festival de Cinema Português de Toronto.

## Prémios
O Que Há De Novo No Amor? foi premiado com o prémio TAP para melhor longa metragem portuguesa de ficção, na edição de 2011 do festival IndieLisboa.